# 西興部站

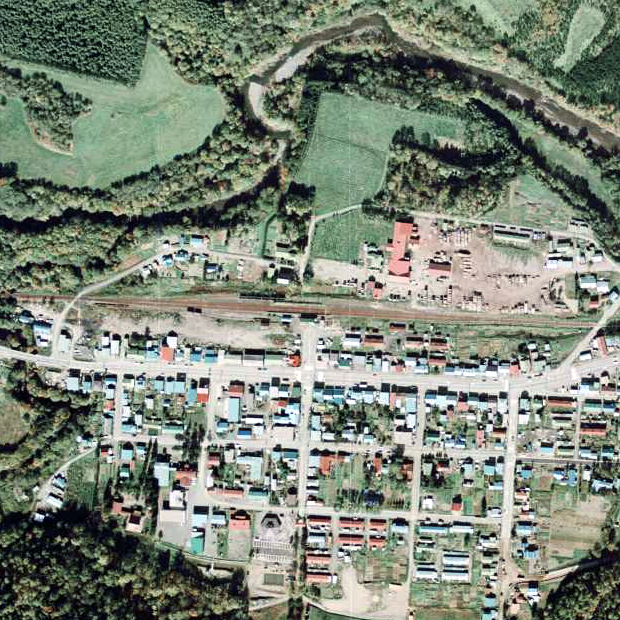
1978年的西興部站與方圓約500米範圍。右邊是紋別方向。當時設有相對式月台2面2線。車站大樓旁邊設有貨物月台和引込線。車站後方設有副本線。副本線靠近紋別一方設有木工場和引込線。

西興部站（日语：／ Nishi-Okoppe eki */?）是位於北海道紋別郡西興部村字西興部，北海道旅客鐵道（JR北海道）的名寄本線車站（廢站）。隨著名寄本線廢線，車站在1989年（平成元年）5月1日廢除。
在1986年（昭和61年）前行走的急行「紋別」停靠此站。

## 歷史
- 1921年（大正10年）10月5日 - 鐵道省名寄線上興部至興部之間開通，瀨戶牛站（日语：／）啟用[1]。當時為一般車站。
- 1923年（大正12年）11月5日 - 路線名稱改為名寄本線。
- 1949年（昭和24年）6月1日 - 日本國有鐵道成立，成為日本國有鐵道車站。
- 1954年（昭和29年） - 車站大樓翻新[2]。
- 1955年（昭和30年）3月19日 - 設置木工所專用線[2]。
- 1961年（昭和36年）3月20日 - 車站改名為西興部站。
- 1984年（昭和59年）2月1日 - 結束處理貨物和行李。
- 1986年（昭和61年）11月1日 - 成為無人車站。
- 1987年（昭和62年）4月1日 - 伴隨國鐵分割民營化，車站由北海道旅客鐵道（JR北海道）營運。
- 1989年（平成元年）5月1日 - 名寄本線全線廢除，此站也廢除。

## 車站構造
截至車站廢除前，車站是一座地面車站，設有1面1線的單式月台。月台位於路軌南邊（遠輕方向的列車會開啟右邊車門）。截至1983年（昭和58年），名寄一方設有路軌分支，連接車站大樓西邊的貨物月台（缺角式月台）和1線貨物側線。曾經站內設有2面3線的混合式月台（單式月台、島式月台）。截至1983年（昭和58年），島式月台一方的路軌在交會設備廢除後，舊本線和副本線均變成側線。在遠輕、名寄兩方均仍然設有轉轍器。此外，副本線於遠輕一方設有1條側線分支。
此站是無人車站，在有人車站時代還有車站大樓。大樓位於站內南邊，鄰接月台中央部分。

## 站名的由來
車站名稱取自所在地名（村名）。地名取自興部西邊而得名。
舊站名瀨戶牛源自阿伊努語的「セツ・ウシ・ナイ」（許多鳥巢的沼澤）。
在名寄線（當時）延伸時，由於此地區的名稱為興部村的七重，因此當初計劃車站名稱為「七重」。可是由於函館本線已經有一座名為七飯（與七重相同日文讀法）的車站。為了避免混淆，因此使用地區另一地名「瀨戶牛」。地區名稱由七重改為瀨戶牛。在1925年（大正14年）1月，以瀨戶牛為中心的地區從興部村分離至西興部村。而瀨戶牛這個字名沒有改變，因此對於站名沒有影響。後來進行了數次改名運動，最後在1961年（昭和36年）改名為西興部。

## 使用狀況
- 在1981年度（昭和56年度），1日上下車人次為121人[3]。

## 車站周邊
- 國道239號（日语：国道239号）（天北國道）[6]
- 西興部村公所
- 西興部郵局
- 北見信用金庫（日语：北見信用金庫）西興部分店
- 鄂霍次克濱松農業協同組合西興部分所
- 特別養護老人之家西興部興樂園
- 村立西興部厚生診所 - 車站廢除後建設。
- 村立土筆保育所 - 車站廢除後建設。
- 西興部村日間服務中心 - 車站廢除後建設。
- 護理院淺瀨 - 車站廢除後建設。
- 森夢酒店 - 車站廢除後建設。
- 紋別地區消防組合西興部分署
- Seicomart（日语：セイコーマート）西興部店
- 西興部公園 - 車站南邊約1.2公里[3]。
- 興樂園 - 車站北邊約1公里[3]。純日本庭園。
- 興部川[6]
- 溫斯里岳 - 車站南邊。海拔1,142米[3]。
- 瀨戶牛峠[6]
- 名士巴士（日语：名士バス）、西興部村營巴士（日语：西興部村営バス）「西興部」巴士站

## 現況

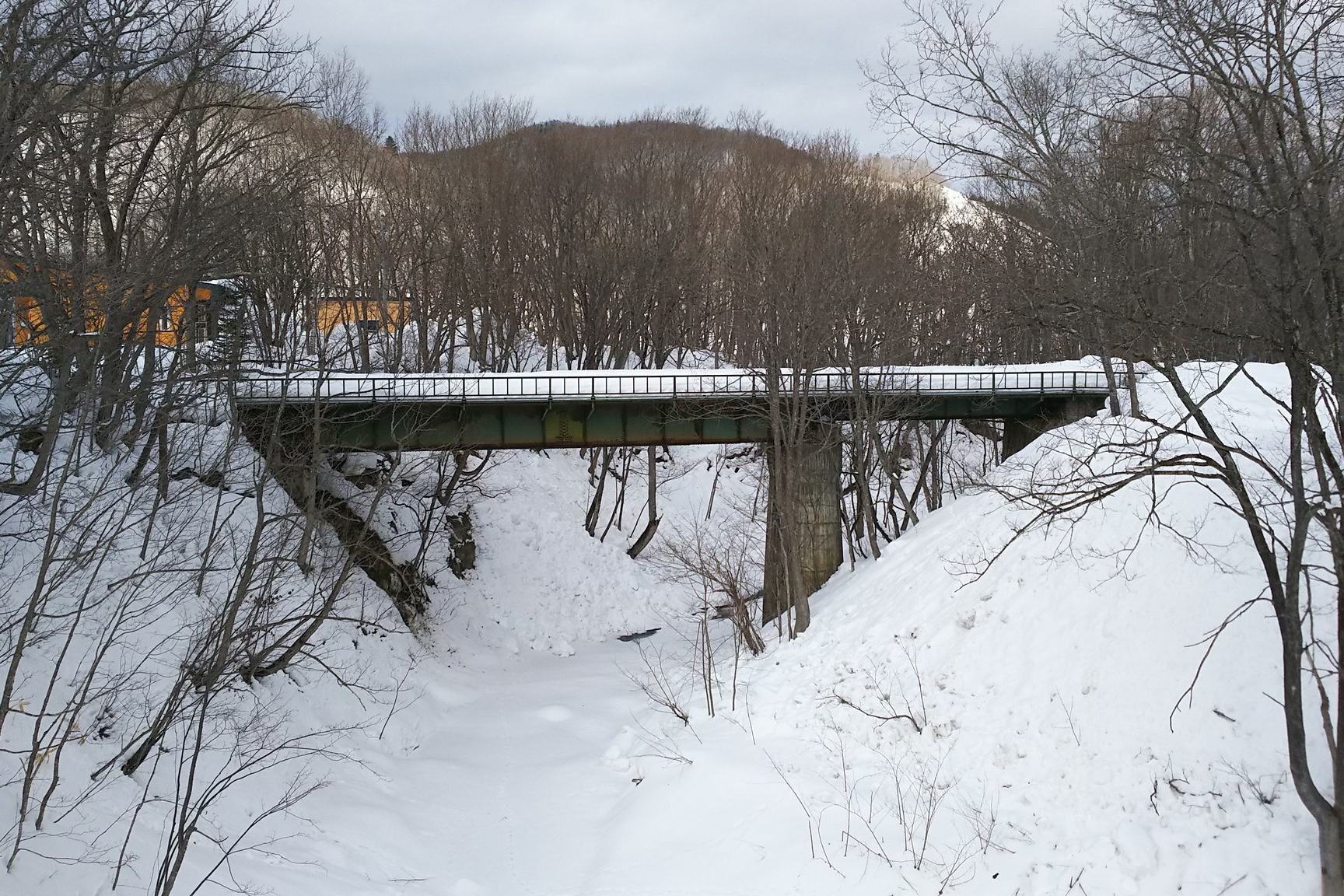
瀨戶牛川橋梁（2021年2月28日）

截至2000年（平成12年），車站遺址建設了由村經營的度假酒店，路軌遺址建設了行政設施。截至2010年（平成22年），遺址處設有綜合設置和美術館。截至2011年（平成23年），遺址處設有診所和保育所。車站大樓的位置變成道路。
此外，截至2000年（平成12年），車站遺址靠近名寄一方，路線遺址會越過興部川分流瀨戶牛川，該處還有一座名為「瀨戶牛川橋樑」的鋼樑橋。截至2010年（平成22年）和2011年（平成23年）也是同樣。在國道旁可確認橋樑的存在。雖然路軌已經撤走，但是鋼接縫和枕木還存在。在遠輕一方的路軌遺址會通過興部川的支流，截至2000年（平成12年）和2010年（平成22年）可看到橋腳。截至2011年（平成23年），已經不能確認橋樑的存在。

## 相鄰車站
北海道旅客鐵道（JR北海道）
名寄本線
上興部－西興部－六興

## 注腳
1. ↑  《官報》 1921年09月27日　鉄道省告示第129号 （页面存档备份，存于）（日語）（國立國會圖書館數碼化收藏）
2. 1 2  西興部村史 昭和52年11月發行 P807。
3. 1 2 3 4 5 6 7 8 9  書籍《国鉄全線各駅停車1 北海道690駅》（小學館，1983年7月發行）208頁。
4. 1 2  書籍《北海道の駅878ものがたり 駅名のルーツ探究》（監修：太田幸夫，富士Comtem，2004年2月發行）186頁。
5. ↑  西興部村史 P806等。
6. 1 2 3  書籍《北海道道路地図 改訂版》（地勢堂，1980年3月發行）18頁。
7. 1 2 3  書籍《鉄道廃線跡を歩くVII》（JTB出版，2000年1月發行）40頁。
8. 1 2 3  書籍《新 鉄道廃線跡を歩く1 北海道・北東北編》（JTB出版，2010年4月發行）34頁。
9. 1 2 3 4  書籍《北海道の鉄道廃線跡》（著：本久公洋，北海道新聞社，2011年9月發行）117頁。